# Proprietär programvara
Proprietär programvara är programvara som har restriktioner (vanligtvis satta av ägaren) vad gäller att använda, modifiera eller kopiera den och alltså saknar de grundläggande friheter som finns hos fri programvara; exempelvis får man sällan tillgång till källkoden, man får inte ändra i programmet, och man får inte ge bort kopior. Stängd källkod används synonymt med proprietär programvara, för program där källkoden inte är offentlig.
Det finns både tekniska och juridiska metoder att se till att de restriktioner som finns hos proprietär programvara efterlevs. De tekniska metoderna innefattar att bara distribuera programmet som binärfil, utan källkoden, och även olika kopieringsskydd, medan juridiska medel kan vara att inte ge avkall på upphovsrätten, använda mjukvarupatent och att använda kontrakt istället för rena programvarulicenser.
Även fri programvara har upphovsrättsinnehavare, men dessa har givit användarna rätt att bland annat studera källkoden, att göra eller låta göra ändringar i programmet och att distribuera identiska eller ändrade versioner av programmet.
Priset spelar ingen roll för om en mjukvara är fri eller proprietär; fria program kan säljas och proprietära program kan ges bort gratis som freeware. Det är också därför som Free Software Foundation använder ordet proprietär för att särskilja program vars ägare begränsar användarens frihet till skillnad från kommersiella program, vilka kan ha fri källkod.

## Säkerhetsaspekter och kvalitet
Förespråkare för proprietär programvara menar att program som inte publicerar sin källkod är säkrare, då det blir svårare för crackare att hitta säkerhetshål i programmet. De kan inte analysera programmets uppbyggnad, utan måste prova sig fram.
Det är dock fullt möjligt att ett proprietärt program har fler säkerhetsluckor än ett program med öppen källkod. Om bara ett begränsat antal personer har tillgång till källkoden, kan risken vara större att de missar en potentiell säkerhetslucka.
Motsvarande resonemang gäller för andra kvalitetsaspekter. Proprietär programvara finansieras normalt av en kommersiell aktör med en budget, ett varumärke och en strävan efter framgång på marknaden, vilket kan anses främja kvaliteten. Kvaliteten på fri programvara bygger på programmerarnas önskan att få uppskattning genom hög kvalitet och användare som förbättrar programkoden. Dålig kvalitet på koden är uppenbar då källkoden är offentlig. Förbättringar kan också införas då de är väsentliga för en användargrupp för liten för att intressera programvaruföretaget ifråga.

## Ekonomiska aspekter
Eftersom fri programvara kan delas ut gratis av vilken användare som helst, medan spridning av proprietär programvara kontrolleras av upphovsrättsinnehavarna, är priset på proprietär programvara ofta högre. I allmänhet har programvaruföretagen ifråga om proprietär programvara också en särskilt stark förhandlingsposition, då användare ofta inte lika lätt kan byta till en annan tjänst eller (fri eller proprietär) produkt. Detta ökar möjligheten att ta ut högre pris. Det högre priset anses av förespråkare främja utvecklingsarbete och sysselsättning och också bidra till bättre kvalitet, medan fri programvara "förstör marknaden" och lockar konsumenterna att nöja sig med en undermålig produkt.
Tillgången till gratis programvara kan – oberoende av det mervärde som ligger i möjligheten att anpassa eller på en fri marknad låta anpassa programmet för egna behov – öka möjligheterna för konsumenter och företag att använda programvara som de inte har råd att använda till det pris det proprietära programmet kostar.